# Diversidad sexual en Estambul

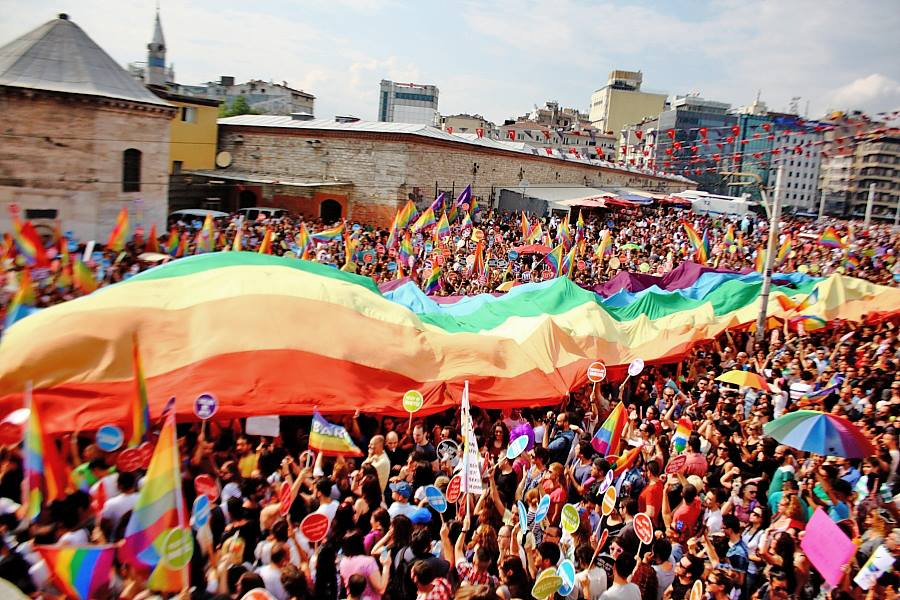
Orgullo de Estambul, Plaza Taksim, 2013

La diversidad sexual en Estambul hace referencia a la existencia de distintas formas de relacionarse con la sexualidad y el género en la ciudad turca de Estambul.
Estambul es generalmente tolerante con las personas LGBT, al menos en comparación con otras partes de Turquía. Erin Cunningham de The Washington Post ha llamado a Estambul "un centro para la vida gay y transgénero", pero también reconoció que "fuera de la sociedad turca de élite y los barrios de moda de Estambul, donde los turcos homosexuales y transgénero viven cómodamente, la vida sigue siendo difícil para la población LGBT". En el distrito de Beyoğlu la comunidad LGBT "[alcanzó] una masa crítica".

## Eventos

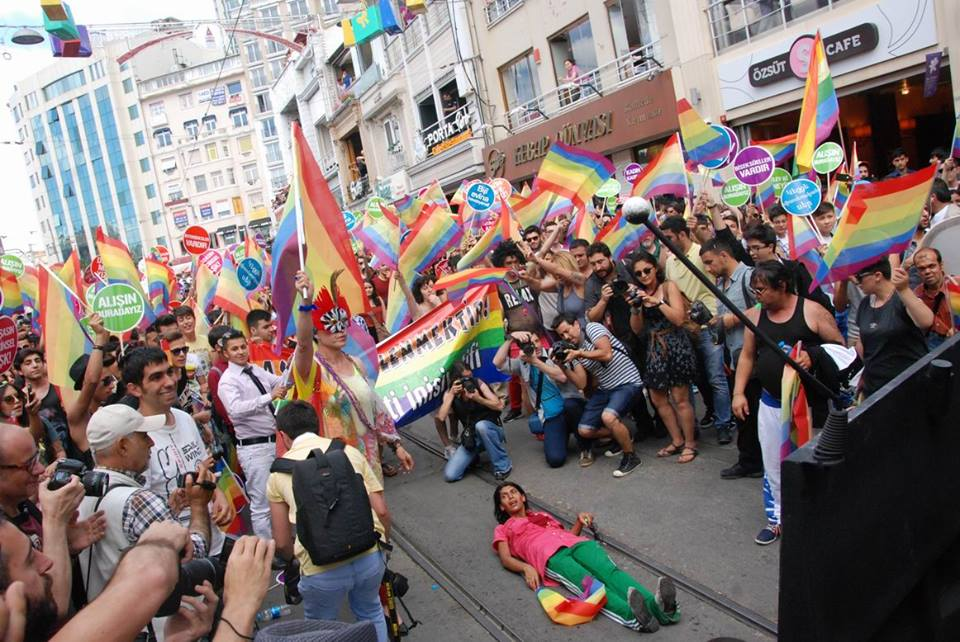
Orgullo de Estambul, 2014

El Orgullo de Estambul se organiza desde 2003. El evento de 2009 contó con aproximadamente 3.000 participantes en la marcha, y los eventos de 2013 y 2014 estuvieron entre las celebraciones LGBT más grandes en un país de mayoría musulmana, atrayendo a aproximadamente 100.000 participantes. Según The New York Times, "desde 2014, las autoridades han prohibido los desfiles del Orgullo en las principales ciudades, incluida Estambul, donde solían participar decenas de miles de personas". La policía utilizó gases lacrimógenos y cañones de agua contra los participantes del Orgullo de Estambul en 2015. Las autoridades dijeron que la prohibición se debía a "preocupaciones públicas y de seguridad". Las prohibiciones continuaron durante 2019 y el evento de 2020 fue cancelado debido a la pandemia de COVID-19. La policía detuvo a aproximadamente 300 asistentes a los eventos del Orgullo en 2022. En 2023, unos cientos de personas desafiaron la prohibición y organizaron una marcha en Nişantaşı.
En 2016, varias docenas de activistas por los derechos de las personas transgénero se reunieron en Estambul desafiando la prohibición de marchas. La Universidad Boğaziçi ha sido escenario de protestas LGBT. En 2023, después de que la policía bloqueara el acceso a la plaza Taksim y a la avenida İstiklal (espacios tradicionalmente utilizados por el Orgullo de Estambul), cientos de personas se reunieron en el parque Mistik del distrito de Şişli.
El Queer Olympix es un evento deportivo anual organizado por activistas desde 2017. Las actividades han incluido fútbol americano, balón prisionero y voleibol. El evento enfrentó una prohibición policial en 2019 por usar "queer" en el título de un evento. La organización ha encontrado algunas dificultades para continuar con sus actividades; según NPR, "los propietarios de algunos campos se niegan a alquilarles, y cuando pueden celebrar los juegos, lo hacen en un secreto casi total y sin promoción online".

### Manifestaciones anti-LGBT
En 2022 se organizó una marcha anti-LGBT en Estambul. El lema de la Gran Reunión Familiar fue "Proteja a su familia y a su generación, detenga la perversión". La manifestación fue la más grande de su tipo en Turquía y atrajo a varios miles de participantes, y Kürşat Mican dijo que los organizadores habían recolectado aproximadamente 150.000 firmas "para exigir una nueva ley del parlamento de Turquía que prohibiría lo que llamaron propaganda LGBTQ, que, según dicen, impregna Netflix, las redes sociales, las artes y los deportes". Antes del evento, los organizadores hicieron circular un video con imágenes de eventos anteriores del Orgullo en Turquía. Esto fue criticado por asociaciones LGBTQ y otros grupos de derechos humanos; los organizadores del Orgullo de Estambul pidieron a la oficina del gobernador que prohibiera el evento y que las autoridades retiraran el vídeo, considerándolos ambos "odiosos".

## Empresas y organizaciones

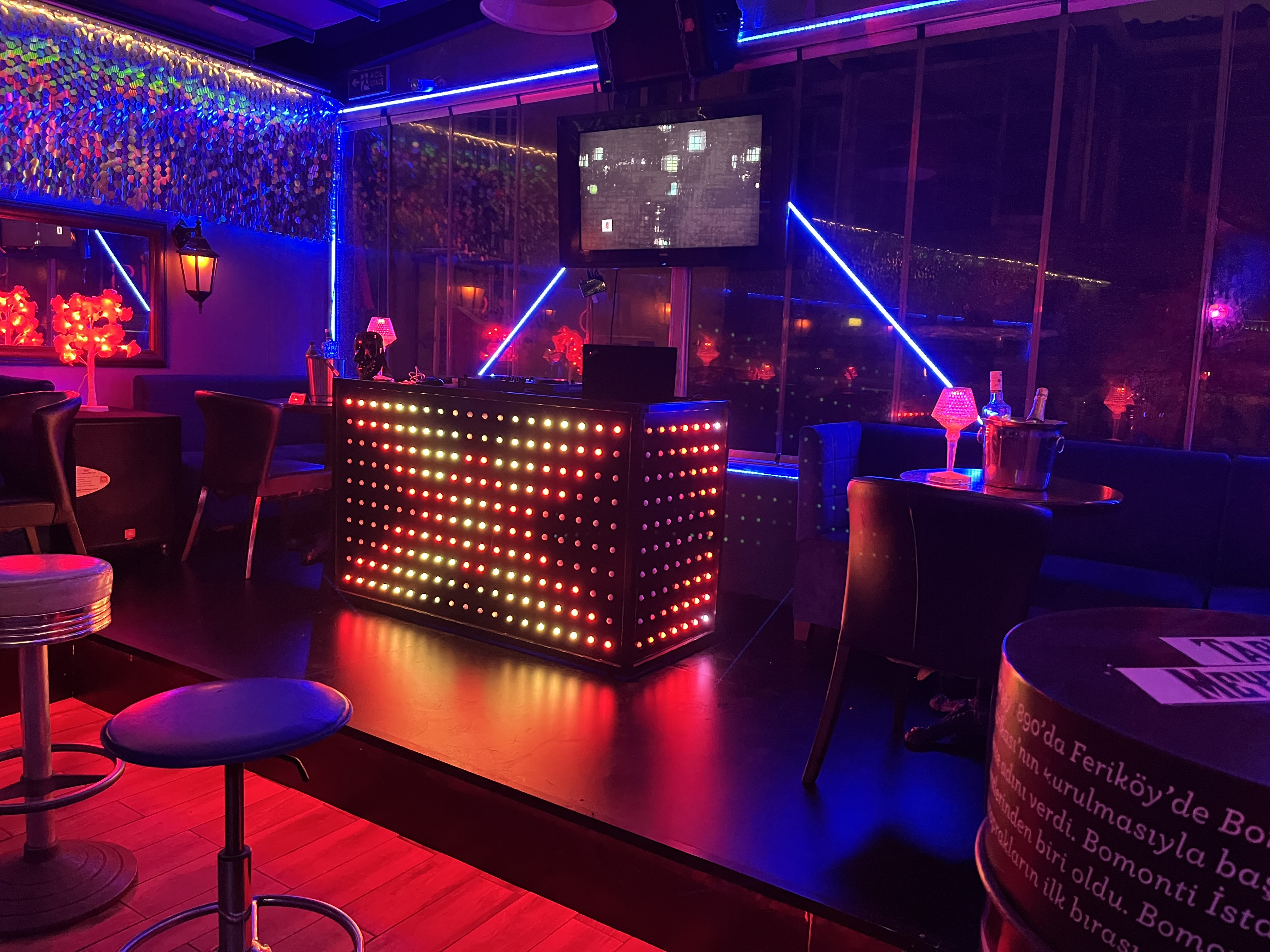
Interior del bar Pinokyo, apto para LGBT, 2023

Según USA Today, los bares y discotecas gay de la ciudad se concentran en la plaza Taksim y en Beyoğlu: "Como en la mayoría de las grandes ciudades, los establecimientos gay van y vienen. Un viaje a la plaza Taksim garantiza una buena muestra representativa de restaurantes, cafeterías, cafés, bares y discotecas. La mayoría de los establecimientos de Estambul atienden a hombres, pero algunos ofrecen un ambiente exclusivamente lésbico o mixto". La revista Xtra! publicó: "En los numerosos clubes y bares gay que se encuentran alrededor del área de Taksim/Beyoglu probablemente te sentirás como en casa... Dicho esto, las personas en lugares públicos tienden a no besarse en la boca., o tomarse de la mano, especialmente fuera de los barrios gay".

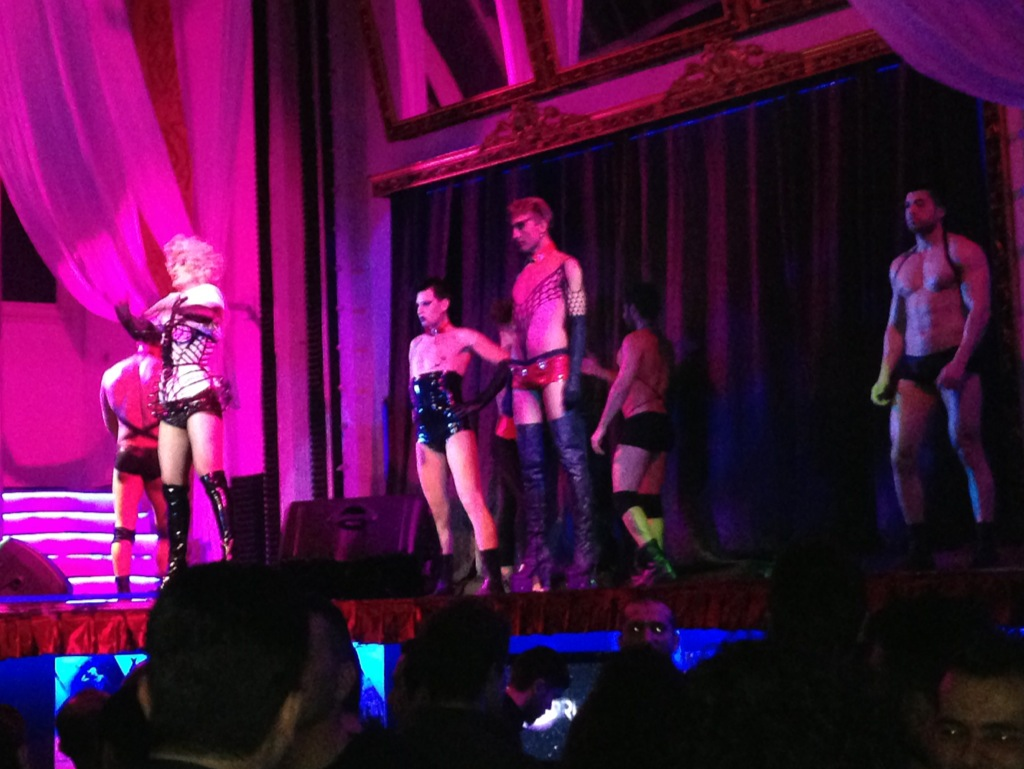
Club XLarge, 2013

Ziba ha sido descrito como un bar gay-friendly. Sahika Teras (anteriormente Uzumbar) en Beyoğlu ha sido descrita como "un elemento fijo de la comunidad joven queer en Estambul". Otros establecimientos amigables con la comunidad LGBT son: Arjin Cafe, Cemal, Chianti Cafe and Pub, Club 17, Durak Bar, Haspa Cafe Bar, KappaK Club, Love Dance Point, Mor Kedi, Palamutis Coffeeshop, propiedad de lesbianas, Pinokyo Cafe. y Bar, Prive Club, Sahra Bar, Şiirci Cafe, SuperFabric, Tekyön y XLarge Club. Los establecimientos desaparecidos incluyen Bigudi Club, Cheeky Club, Club 1001 Gece, Club eKoo y Neo Club.
Entre los alojamientos aprobados por la Asociación Internacional de Viajes LGBTQ+ se encuentran Grand Hyatt Estambul, Kumru Hotel y Park Hyatt Estambul. Firuz Ağa Hamamı es popular entre los hombres homosexuales y los osos.
La Asociación de Solidaridad LGBTI+ de Estambul trabaja para promover los derechos de las personas transgénero. En 2022, la organización no gubernamental de defensa y extensión LGBTQ Asociación de Estudios de Política Social, Identidad de Género y Orientación Sexual (SPoD) supuestamente dejó de publicar sus direcciones en línea después de recibir llamadas amenazantes.

## Cultura
En 2023, Kaya Genç de ArtReview escribió:

Since 2014, when Erdoğan became president, verbal and physical violence against LGBTQ communities has slowly risen and Pride and Trans marches have been banned. Last year, Turkey's president branded Turkey's queer communities 'deviants' who threaten Turkey's 'family structure'. He promised to 'tackle' the LGBTQ 'issue' for good. In response, many NGOs collaborated with and supported LGBTQ causes... Not so Istanbul's sleek art institutions and museums, many of which are partly funded by the government. While local bars and clothing brands added rainbow symbols to their social media avatars to express solidarity, Istanbul's major art institutions have remained silent on LGBTQ rights for years.
Desde 2014, cuando Erdoğan asumió la presidencia, la violencia verbal y física contra las comunidades LGBTQ ha aumentado lentamente y se han prohibido las marchas del Orgullo y las Trans. El año pasado, el presidente de Turquía calificó a las comunidades queer de Turquía como "desviadas" que amenazan la "estructura familiar" del país. Prometió "abordar" la "cuestión" LGBTQ para siempre. En respuesta, muchas ONG colaboraron y apoyaron causas LGBTQ... No así las elegantes instituciones de arte y museos de Estambul, muchos de los cuales están financiados en parte por el gobierno. Mientras que los bares locales y las marcas de ropa agregaron símbolos del arcoíris a sus avatares en las redes sociales para expresar solidaridad, las principales instituciones artísticas de Estambul han guardado silencio sobre los derechos LGBTQ durante años.

En 2021, cuatro estudiantes en Estambul fueron arrestados por una obra de arte "que supuestamente combinaba símbolos LGBT con una imagen de un sitio islámico". Según BBC News, "los manifestantes colgaron una obra de arte frente a la nueva oficina del rector que representa la Kaaba en La Meca, uno de los lugares más sagrados del Islam, e imágenes de la bandera arcoíris LGBT". Las autoridades acusaron a los estudiantes de "incitar al odio" y el ministro del Interior, Suleyman Soylu, los llamó "desviados LGBT" en Twitter. El servicio de redes sociales marcó la publicación por violar sus "reglas sobre conductas de odio", pero la mantuvo accesible "por razones de interés público". Para el Mes del Orgullo de 2023, DEPO fue el único lugar artístico importante de la ciudad que organizó una exposición queer, y el departamento de cine del Museo Pera seleccionó un programa. Resurgence in Fragments de DEPO mostró obras de Okyanus Çağrı Çamcı, Üzüm Derin Solak y Furkan Öztekin, y presentó banderas del orgullo. Entre las películas queer proyectadas en el Museo Pera, ¿Quién no querría una historia mejor? fueron El duque de Burgundy (2014) de Peter Strickland, Un lenguaje común (2020) de Isabel Sandoval y Los días de Tsai Ming-liang (2020).

## Crimen y seguridad
Según un informe presentado a las Naciones Unidas, grupos de derechos locales documentaron aproximadamente 40 "asesinatos de odio" contra personas LGBT entre 2010 y 2014.